# Acanthogryllus asiaticus
Acanthogryllus asiaticus is een rechtvleugelig insect uit de familie krekels (Gryllidae). De wetenschappelijke naam van deze soort is voor het eerst geldig gepubliceerd in 1990 door Gorochov.